# Monocerotesa subcostistriga
Monocerotesa subcostistriga là một loài bướm đêm trong họ Geometridae.